# Stephen Marcus
Pour les articles homonymes, voir Marcus.
Stephen Marcus, né le 18 juin 1962 à Portsmouth, est un acteur britannique.

## Biographie
Stephen Mark Scott a étudié l'art dramatique à l'Arts Educational Schools de Londres et a obtenu son premier rôle dans le film My Beautiful Laundrette (1985). Il a commencé par jouer au théâtre et apparaître dans de nombreuses publicités avant d'obtenir des seconds rôles dans des films tels que Hear My Song (1991), Arnaques, Crimes et Botanique (1998), Quills, la plume et le sang (2000), Ninja Assassin (2009) et Fast and Furious 6 (2013) ainsi que dans des séries télévisées comme Red Dwarf, FBI : Portés disparus, Doctor Who, Inspecteur Barnaby, ou encore les adaptations télévisées du Disque-monde.

## Filmographie

### Cinéma
- 1985 : My Beautiful Laundrette : Moose
- 1991 : Hear My Song : Gordon
- 1997 : L'Éducatrice et le Tyran : Ivan
- 1998 : Arnaques, Crimes et Botanique : Nick le Grec
- 1999 : Les Cendres d'Angela : l'agent anglais
- 2000 : Sorted d'Alexander Jovy
- 2000 : Quills, la plume et le sang : Bouchon
- 2001 : Iris : le chauffeur de taxi
- 2002 : AKA : Tommy
- 2004 : Stage Beauty : Thomas Cockerell
- 2005 : Un parcours de légende : Ted Ray
- 2005 : Kinky Boots : Big Mike
- 2008 : Speed racer : un agent de sécurité
- 2009 : Ninja Assassin : le chef du cartel
- 2011 : The Hot Potato : Freddie
- 2013 : Fast and Furious 6 : Davies

### Télévision
- 1993 : Red Dwarf (série télévisée, saison 6 épisode 3) : Bear Strangler McGee
- 1996 : Kavanagh (série télévisée, saison 2 épisode 5) : Baxter
- 2004 : Septième Ciel (série télévisée, saison 2 épisode 3) : Dave
- 2006 : FBI : Portés disparus (série télévisée, saison 4 épisode 17) : Roger
- 2006 : Casualty (série télévisée, saison 21 épisodes 1 et 2) : Tommy Indler
- 2006 : Les Contes du Disque-monde (téléfilm) : Banjo
- 2007 : Doctor Who (série télévisée, saison 3 épisode 2) : le gardien
- 2008 : Discworld (mini-série) : Broadman
- 2008 : Lark Rise to Candleford (en) (série télévisée, 10 épisodes) : Matthew Welby
- 2011 : Inspecteur Barnaby (série télévisée, saison 14 épisode 6) : Silas Trout
- 2013 : Holby City (série télévisée, saison 15 épisode 25) : Jarvis Wells